# Корабль поддержки десанта
Корабли поддержки десанта — корабли и катера специальной постройки или (чаще) представляющие собой целевую модификацию десантных плавсредств (десантных кораблей, катеров, самоходных барж), предназначенные для непосредственной огневой поддержки морского десанта оружием, характерным для сухопутных войск и морской пехоты (крупнокалиберные пулемёты, модифицированные полевые и танковые орудия, миномёты, реактивные системы залпового огня) или ПВО амфибийно-десантных соединений на переходе и в районе высадки (для этой последней цели были созданы специальные корабли противовоздушной поддержки десанта — LCF), получившие широкое распространение и применение в ВМС западных стран в годы Второй Мировой войны и в первые годы после неё (например в ходе Войны в Корее 1950—1953 гг.). В настоящее время не применяются.
Альтернативой данной оперативно-тактической и технической концепции (причём альтернативой значительно более долгоживущей) была концепция вооружённого десантного корабля/катера/баржи, впервые принятая в Российском Императорском Флоте ещё в годы Первой Мировой войны, а затем принятая в 1940 году (в ходе подготовки к так и не состоявшейся операции Seelöwe по вторжению на Британские острова) Кригсмарине и (спустя примерно десятилетие после Великой Отечественной войны  1941—1945 гг.) — также ВМФ СССР, в котором она пережила свой расцвет и который придерживался её вплоть до распада Советского Союза.

## Причины возникновения концепции
Огневая поддержка десанта корабельной артиллерией боевых кораблей основных классов, созданных главным образом для борьбы с морскими целями, далеко не всегда является оптимальным решением для войск десанта. Вооруженные тяжёлыми орудиями линейные корабли и крейсеры вынуждены держаться относительно далеко от берега — как правило не ближе 50 кабельтовых (приблизительно 9 км) от уреза воды. Чтобы вызвать их огонь, требуется время и, кроме того, нет гарантии, что тяжёлые снаряды поразят нужную цель, если она не площадная. Кроме того, артиллерийские корректировщики, входящие в состав десанта (даже если это морская пехота), далеко не всегда понимают возможности и специфику поддержки тяжёлой корабельной артиллерией. Известен совершенно анекдотический случай, когда корректировщик требовал от оказывающего огневую поддержку британского линкора залп за залпом, каждый раз перенося точку прицеливания на 500 ярдов (450 метров) в глубь побережья. Когда командир корабля наконец поинтересовался — какая же цель потребовала столь оригинального стиля стрельбы с большим расходом имевшихся в ограниченном количестве (причём это количество могло быть пополнено только путём возвращения линкора в базу) 15-дюймовых (381-мм) снарядов?? — то оказалось, что орудия главного калибра корабля преследовали огнем одиночного (!!) конного курьера противника.
Конечно, такое случалось лишь в качестве курьёза, но «классические» боевые корабли действительно часто оставались слишком негибкими для эффективной поддержки десанта. Даже эсминцы, имевшие относительно небольшую осадку, обычно не могли подойти к береговой черте ближе чем на 10 кабельтовых (1,85 км) — да и то не всегда. Также не всегда своевременно приходила на помощь и собственная артиллерия десанта: обычно она была способна открыть огонь только через 30-60 минут после начала высадки, да и то лишь если противник не оказывал эффективного противодействия её развертыванию на берегу.
Самое простое решение фактически «лежало на поверхности»: установить вооружение на тех же десантных судах и десантно-высадочных средствах. Малая осадка позволила бы им подойти вплотную к урезу воды, а при необходимости — и выброситься на берег. Именно по такому пути пошли Российский Императорский Флот, включивший в военную судостроительную программу 1915 года заказ на 20 вооружённых десантных пароходов типа «Эльпидифор» и Кригсмарине в 1940-м, заказавшие массовую серию Marinefährprahm (MFP — «морская десантная баржа») — вооружённых десантных барж. Но всё же — многим теоретикам и практикам военно-морского дела представлялось куда предпочтительнее использовать для решения задачи специализированные боевые единицы — хотя бы потому, что тогда не приходилось бы жертвовать десантовместимостью судна (что для малых десантных плавсредств было существенным фактором) в пользу вооружения и боекомплекта к последнему.

## Первое специализированное судно огневой поддержки десанта
Первые десантные катера поддержки создали в 1938 году британцы. Поскольку тогда было общепринятым мнение, что в будущей «большой европейской войне» важную роль будет играть химическое оружие — основным вооружением катера стал 4-дюймовый (101,6-мм) газомет с дальностью стрельбы всего 600 м, размещенный в носовой части судна. Дополнением к нему были два 12,7-мм пулемёта. Катер классифицировали как LCS (M) (англ. Landing Craft Support (Medium)) — «среднее (хотя его водоизмещение составляло всего 11 т) десантное средство поддержки». В дальнейшем 12,7-мм пулемёты были размещены в двух бронированных башенках (по типу британских малых разведывательных танков начала — середины 1930-х гг.), расположенных рядом на боевой рубке катера. Главным достоинством LCS(M) считались его малые габариты, позволявший спускать и поднимать катер стандартными корабельными шлюпочными лебедками. Что же касается газомета, то — хотя боевые отравляющие вещества во Второй Мировой войне почти не применялись — он оказался довольно полезным средством, служа для постановки дымовой завесы непосредственно на месте высадки передовых частей десанта.

## Суда огневой поддержки десанта в ВМФ СССР
Первым в Рабоче-Крестьянском ВМФ Союза ССР специализированным (но не специальной постройки) судном огневой поддержи десанта стал бывший катерный тральщик Черноморского Флота КАТЩ-606 (до переоборудования в КАТЩ — рыболовный катер «Скумбрия» водоизмещением 32 тонны), вооруженный в начале 1943 года 12-ю 8-зарядными катерными РСЗО 8-М-8 и использовавшийся в районе Новороссийска.

### Морские бронекатера проекта 161 (тип «МБК» — «Морской БронеКатер»)
Построено за период 1943—1944 гг. 20 единиц (все вошли в состав Краснознаменного Балтийского Флота Рабоче-Крестьянского ВМФ Союза ССР). Катера этой серии принимали участие в десанте в Мерекюла 14-17 февраля 1944 года, Выборгской наступательной операции 10-20 июня 1944 года, Моонзундской десантной операции 27 сентября — 24 ноября 1944 года и Земландской наступательной операции 13-25 апреля 1945 года.
Тактико-технические характеристики:
- Водоизмещение — 157,8 т;
- Основные размерения (длина х ширина х осадка): 26,2 х 5,2 х 1,28 м;
- Мощность силовой установки — 2400 л. с.;
- Скорость полного хода — 13 узлов;
- Дальность плавания экономическим ходом — 450 морских миль;
- Вооружение: 2 х 1 х 76,2-мм танковые пушки в танковых башнях, 1 х 1 х 37-мм зенитная автоматическая пушка, 2 х 2 х 12,7-мм зенитных пулемёта;
- Экипаж — 38 человек.

### Морские бронекатера проекта 186 (тип «МКЛ» — «Морская Каноне́рская Лодка»[6])
Построено в 1944—1945 гг. 8 единиц, вошедших (уже после завершения Великой Отечественной войны советского народа 1941—1945 гг.) в состав Краснознаменного Балтийского Флота.
Тактико-технические характеристики:
- Водоизмещение — 156 т;
- Основные размерения (длина х ширина х осадка): 36,2 х 5,2 х 1,5 м;
- Мощность силовой установки — 1000 л. с.;
- Скорость полного хода — 14 узлов;
- Дальность плавания экономическим ходом — 600 морских миль;
- Вооружение: 2 х 1 х 85-мм танковые пушки в танковых башнях, 1 х 1 х 37-мм зенитная автоматическая пушка, 2 х 2 х 12,7-мм зенитных пулемёта;
- Экипаж — 42 человека.

### Речные бронекатера проекта 1124
Кроме того, для поддержки морских десантный операций в годы Великой Отечественной войны советского народа 1941—1945 гг. ограниченно использовались речные бронекатера проекта 1124, часть которых (из серии 97 единиц постройки 1936—1944 гг.) была передана Азовской Военной Флотилии Черноморского Флота и Краснознамённому Балтийскому Флоту.
Тактико-технические характеристики:
- Водоизмещение — 52,2 т;
- Основные размерения (длина х ширина х осадка): 25,3 х 4,1 х 0,9 м;
- Мощность силовой установки — 1800 л. с.;
- Скорость полного хода — 19,4 узла;
- Дальность плавания экономическим ходом (11,1 узла) — 325 морских миль;
- Вооружение: 2 х 1 х 76,2-мм танковые пушки в танковых башнях, 1 х 2 х 12,7-мм зенитных пулемёта в бронированной башенке, 2 х 1 х 7,62-мм пулемёта, спаренных с 76,2-мм пушками;

### Проект 1238 («Касатка»)[10]
В СССР в 1982 году было построено единственное в мире специализированное судно огневой поддержки десанта на воздушной подушке — десантный катер проекта 1238 «Касатка». Его средствами огневой поддержки были две 140-мм 22-ствольных РСЗО и два 30-мм автоматических гранатомёта.